# Phea
Phea (Oudgrieks: Φεά / Pheá, Φειά / Pheiá) was een haven en kleine stad op een gelijknamige landtong op de grens van Pisatis en Elis, aan de rivier Iardanus. Voor de haven lag het eiland Pheas.

## Noot
1. ↑  Homerus, Ilias VII 135.

## Referentie
- art. Phea, in F. Lübker - trad. ed. J.D. Van Hoëvell, Classisch Woordenboek van Kunsten en Wetenschappen, Rotterdam, 1857, p. 734.